# 聖女魔力無所不能
《聖女魔力無所不能》是橘由華所著的日本輕小說。2016年4月起於成為小說家吧連載網路版；2017年2月起經KADOKAWA發行文庫版，由擔綱插畫，出版至今共9卷。有兩部改編漫畫在ComicWalker連載：第一部是以原作劇情為主，由藤小豆繪製；另一部是以與主角聖同時被召喚的少女御園愛良為主視角的衍生漫畫，由繪製。改編電視動畫第1季於2021年4月至6月播映，共12集。電視動畫第2季於2023年10月3日首播。

## 故事簡介
本作品是包含生命值、魔力值、等級、魔法技能等數值化後能够確認的異世界故事。在斯坦尼亞王國，每當國家被瘴氣覆蓋、魔物大量產生時，聖女就會拯救國家。因為這次聖女沒有出現，所以用過去的魔導書召喚了聖女，小鳥遊聖和御園愛良兩人從現代日本轉移過來。王國的第一王子問愛良“你是聖女嗎？”，只把她當作聖女對待。
被無視的聖憤怒地離開了王宮，成為了藥用植物研究所的研究員。召喚三個月後，王國的第三騎士團因討伐魔物而受到了破壞。在使用聖製作的藥水後，團長艾爾伯特·霍克等人恢復了。召喚七個月後，聖探望再次討伐魔物而負傷的騎士們，用恢復魔法使他們痊癒。在召喚的九個月後，受到正規魔法指導的聖作為恢復要員，參加了霍克團長率領的魔物討伐，並透過突然發動的聖女的術，將魔物湧出的黑沼澤和周圍的魔物淨化並消滅。在討伐中的活躍被傳開之後，第一王子說聖不是聖女，因而被要求反省思過。召喚一年後，聖和霍克團長以及第三騎士團一起遠征被稱為藥師聖地的克勞斯納領，討伐魔物。在這次遠征中，聖意識到「想起團長」是聖女之術的必要條件，從而可以自由地發動術。

## 登場人物
聖（セイ／Sei）小鳥遊聖 （たかなし せい／Takanashi Sei）
本作主角。來自日本的20多歲白領。和愛良一樣透過聖女召喚儀式來到異世界，但她是唯一真正的聖女。基礎等級遠高於尤利。聖屬性魔法等級從一開始就是無限大，使用時會產生金光閃爍的效果，是聖女獨有的特點；而一般人只會產生白光，包括同是來自日本的愛良。她製作的藥水和料理皆比其他人製作的高出五成的效果，能附魔製作出傳說級的核石，讓植物快速生長，祝福過的植物皆有高出五成的效果，還能製作出萬能藥水。同時，也只有身為聖女的她能淨化產生魔物的沼澤。
原本戴着眼鏡，但因使用自己製作的眼霜而恢復正常視力。
選擇在藥草研究所工作，以研究和製作各種藥劑、重現原來世界的料理、美容用品為興趣。偶然也會和第二、三騎士團、魔導師團前往不同地方討伐魔物，擔任治癒、回復、烹飪及淨化沼澤的工作。她作出的貢獻和友善的態度使她受到各處成員歡迎。
隨劇情進展與艾爾柏特日久生情，第8卷確認雙方戀情關係正式訂婚，於第9卷以藥師身份隨使節團出訪迦德拉國。
艾爾柏特·霍克（聲：櫻井孝宏）
第三騎士團團長，邊境伯爵家的三子。擅長冰屬性魔法，外號「冰霜騎士」，從不對女性感興趣（聖是例外），聖的心儀對象。剛登埸時一度瀕死，被聖的高級回復藥所救，開始默默地關心和守護聖，愛上這位來自異世界的女性，於第8卷互相表白及宣佈訂婚。除了聖和熟悉的友人、上司、下屬以外，對外人一直是沉默寡言的。
曾經向聖贈送有冰屬性魔法保護的髮夾，核石是以自己瞳色為主，自己進行附魔。他也獲得由聖製作的回禮——全魔法屬性扺抗性上升的軍牌項鍊。
約翰·瓦爾德克（聲：江口拓也）
藥草研究所所長，艾爾柏特的好友，聖的上司。起初被要求照顧第一王子忽略的聖女，感到不滿，但認識到聖後，十分歡迎她加入研究所。雖然常常苦於隱藏聖過度出眾的能力和處理其工作效率高所帶來的「問題」，但是他亦感謝聖為研究所帶來環境和飲食改善，救助騎士團和友人等貢獻。
尤利·德勒韋斯（聲：小林裕介）
魔導師團團長，平民出身，因擁有全屬性魔法和鑒定能力而被前任師團長收為養子兼繼任人。是聖女召喚儀式的主持者，亦是聖的魔法導師。平常的文書和領導工作都推給副團長埃爾哈德，專注魔法研究和修煉。對聖的魔力很感興趣。外號「灰烬恶魔」，因為以前曾在大型魔物讨伐行动中把周边一带烧个精光而得名。
裘德（聲：八代拓）
藥草研究所的研究員，約翰的下屬，聖的同事，也是她在異世界認識的第一位朋友。擅長水屬性魔法，只能製作下級藥水。聖散步時，兩人偶然在研究所的藥草園相遇，並向她介紹各種植物的功效和可製作的藥水，令她對此產生興趣。
御園愛良（聲：市之瀨加那）
來自日本的高中生，和聖一樣透過聖女召喚儀式而來到異世界，但她實為魔導師。擁有3種魔法屬性——水、風、聖屬性，除了提升等級比一般人高以外，沒有異於常人的能力。在尤利親自鍳定後，更是被國王、宰相、魔導師團副團長等高層知曉真相，大部份人皆認為真正的聖女是聖，因而忽略她，但仍善待來自異世界的她。只有一開始就沒把聖放在眼內的第一王子凱爾仍堅持己見。
在被召喚後，由第一王子凱爾及其親信照顧，安排她入讀王立學園。雖然成績優秀，但是因被過份保護和親近已有婚約男性的關係，被同學們排擠，特別是第一王子下屬的未婚妻們，導致缺乏同性友人。此外，由於第一王子禁止她參與危險的討伐，她並沒有以「聖女」身份作出絲毫貢獻，進而招致臣民和騎士團成員不滿。最初因過去都是受父母寵愛的關係，加上不了解異世界的常識，故不認為有問題。後來也因為知道自己不是聖女而感到不安，害怕會連作為在異世界唯一依靠的凱爾王子也失去。直到「真假聖女」傳聞出現和鬧出第一王子兩度對聖無禮的風波後，國王決定嚴懲凱爾及其下屬，把他們軟禁家中直至畢業。愛良便交由第二王子和莉茲照顧。
愛良在莉茲和聖的引導下，開始和同學打好關係，並在畢業後，以自身實力通過考核，成功加入魔導師團，獨立生活。在聖提供聖女魔法幫助下，成功研發出聖水。
埃爾哈德·霍克（聲：梅原裕一郎）
魔導師團副團長，艾爾柏特的二哥，邊境伯爵家次子，擅長冰屬性魔法、鍳定附魔道具和核石。
伊莉莎白·艾斯里（聲：上田麗奈）
候爵千金，暱稱莉茲，聖在圖書室認識的朋友，也是愛良在王立學園小一年的同學。兩人經常在圖書室見面或在王宫開茶會，會交流不少傳聞或藥草功效的知識。聖曾透過她知道愛良的近況後，向她提供建議。
曾經是第一王子的未婚妻，故經常到王宮接受王妃教育。對他自大的性格和處理有關聖女的事情感到無奈。在第一王子作為使節團代表出訪他國後，兩人正式解除婚約，後在第9卷宣佈與關係較為親密的第二王子訂婚。
凱爾·斯蘭塔尼亞（聲：福山潤）
第一王子，個性自大，不願意傾聽不順意的勸諫或建議，故而有不少人更樂意支持第二王子繼位。
本為聖女的負責人，但在聖女召喚後只看見愛良，把她認定為聖女，誤把聖看作保姆或女僕而忽略她，把她晾在一旁，令聖十分憤怒。
由於對擅自召喚愛良到異世界，以致對方與父母分離一事感到抱歉，所以他和親信皆十分照顧愛良，並安排她入學及學習魔法。但過度保護以致愛良無法建立正常社交生活及認識朋友，更因為自己及親信皆為有婚約之人，令不了解愛良身份同學認為愛良是搶奪他人的未婚夫，產生誤解及謠言，使她受到欺凌。對伊麗莎白和弟弟提出幫忙愛良的建議一概拒絕，也拒絕讓愛良參與危險的魔物討伐，令愛良更加聲名狼藉。
從親信的情報得知聖才是真正的聖女一事，擔心愛良受到排擠，而故意對聖無禮，並把罪名一力承擔。事後他和親信一直被禁足直至畢業，同時也失去王位優先繼承權的資格。
為挽回名聲，他和親信決定以外交使節的身份前往迦德拉國遠洋留學，並解除婚約。
奧斯卡·敦克爾（聲：逢坂良太）
販售聖開發的美容產品的商會會長助理，真實身份是王宮特務師團的成員，暗中保障聖的身份、能力等情報不外洩。
天宥（聲：小林千晃）
迦德拉國的第18王子，迦德拉國王和第7位側妃之子，在故鄉一直遠離政治中心而明哲保身。以留學名義出使斯蘭塔尼亞王國，目的是為了替患重病的母妃尋找藥物治療。後來得知內情的聖暗中研發出萬能藥水，並由國王借用過去聖女「藥師始祖」留下來的遺物為名義贈予他。之後急忙歸國，把藥水交給母妃服用後，親眼見證母妃奇蹟般迅速康復。為答謝斯蘭塔尼亞王國的幫助而贈送許多珍貴的特產，並協助兩國交流知識及貿易。隱約猜測到聖為他尋找萬能藥水而奔波的事。
青瀾（聲：三木真一郎）
迦德拉國的商船船長。因聖贈送的上級藥水救了危殆的船員一命，為答謝而以便宜價錢售賣包括味噌、米飯等特產食材給她。此外也把斯蘭塔尼亞王國有「非常厲害的藥師及藥水」的消息傳給天宥王子。

## 創作
《聖女魔力無所不能》由2016年4月29日起連載於小說投稿網站成為小說家吧。其後於同年12月28日宣佈將於2017年2月10日經KADOKAWA發行文庫版，插畫部份由負責。第1卷篇幅比網絡版長約20%。
據作者橘由華在訪談所講，創作《聖女魔力無所不能》的契機源於他在成為小說家吧首頁看到了獎項的資料，便抱着試試看的心態去創作了。在挑選主題時，他發現在人氣排行榜上，不論是男性向還是女性向作品，都很常出現「聖女」的字樣。他認為這樣比較容易受歡迎，便以此為基礎撰寫故事大綱。橘本身也是成為小說家吧的讀者。他提到由於當時經常加班，過着夜歸早出的生活，因此在閱讀該網站的小說時，會將自己投射於作品主角上，體會「去往別的地方」的感覺。為此他在創作時一直注意讓《聖女魔力無所不能》成為沒有壓力的作品，讓讀者可以改善自己的心情。作品中的其他角色也是以「想與之在同一個職場共事的人」為基礎而創造的。他的目標讀者約為二十幾到三十幾歲的工作人士。

## 出版書籍

### 小說
| 1 | 2017年2月10日  | ISBN 978-4-04-072185-9                                            | 2018年3月26日  | ISBN 978-957-564-071-2 |  |  |
| 2 | 2017年9月8日   | ISBN 978-4-04-072366-2                                            | 2018年7月12日  | ISBN 978-957-564-303-4 |  |  |
| 3 | 2018年10月10日 | ISBN 978-4-04-072616-8                                            | 2019年5月9日   | ISBN 978-957-564-920-3 |  |  |
| 4 | 2019年5月10日  | ISBN 978-4-04-072617-5                                            | 2020年2月27日  | ISBN 978-957-743-544-6 |  |  |
| 5 | 2020年2月10日  | ISBN 978-4-04-073488-0                                            | 2021年3月8日   | ISBN 978-986-524-230-5 |  |  |
| 6 | 2020年9月10日  | ISBN 978-4-04-073489-7                                            | 2021年6月9日   | ISBN 978-986-524-543-6 |  |  |
| 7 | 2021年5月8日   | ISBN 978-4-04-073924-3                                            | 2021年12月20日 | ISBN 978-626-321-043-1 |  |  |
| 8 | 2022年3月10日  | ISBN 978-4-04-074404-9（特裝版） ISBN 978-4-04-074370-7（通常版） | 2022年10月24日 | ISBN 978-626-321-851-2 |  |  |
| 9 | 2023年3月10日  | ISBN 978-4-04-074885-6（特裝版） ISBN 978-4-04-074787-3（通常版） | 2023年9月25日  | ISBN 978-626-352-899-4 |  |  |

### 漫畫
| 卷數 | KADOKAWA       | KADOKAWA               | 台灣角川       | 台灣角川               |
| 卷數 | 發售日期       | ISBN                   | 發售日期       | ISBN                   |
| ---- | -------------- | ---------------------- | -------------- | ---------------------- |
| 1    | 2018年2月5日   | ISBN 978-4-04-069683-6 | 2019年5月27日  | ISBN 978-957-564966-1  |
| 2    | 2018年10月5日  | ISBN 978-4-04-069988-2 | 2019年5月27日  | ISBN 978-957-564967-8  |
| 3    | 2019年7月5日   | ISBN 978-4-04-065804-9 | 2020年3月25日  | ISBN 978-957-743615-3  |
| 4    | 2020年2月5日   | ISBN 978-4-04-064372-4 | 2020年11月26日 | ISBN 978-986-524-093-6 |
| 5    | 2020年10月5日  | ISBN 978-4-04-064885-9 | 2023年4月20日  | ISBN 978-626-352432-3  |
| 6    | 2021年6月5日   | ISBN 978-4-04-680463-1 | 2023年4月20日  | ISBN 978-626-352433-0  |
| 7    | 2021年12月3日  | ISBN 978-4-04-680943-8 | 2023年4月20日  | ISBN 978-626-352434-7  |
| 8    | 2022年12月16日 | ISBN 978-4-04-681514-9 | 2023年10月19日 | ISBN 978-626-378036-1  |
| 9    | 2023年12月14日 | ISBN 978-4-04-682585-8 | 2024年11月21日 | ISBN 978-626-400818-1  |
| 10   | 2025年1月17日  | ISBN 978-4-04-684134-6 |                |                        |

### 外傳漫畫
| 卷數 | KADOKAWA      | KADOKAWA               |
| 卷數 | 發售日期      | ISBN                   |
| ---- | ------------- | ---------------------- |
| 1    | 2021年4月5日  | ISBN 978-4-04-680380-1 |
| 2    | 2021年12月3日 | ISBN 978-4-04-680944-5 |
| 3    | 2022年9月16日 | ISBN 978-4-04-681515-6 |
| 4    | 2023年9月14日 | ISBN 978-4-04-682587-2 |

## 迴響
在日本主要出版商日本出版販售運營的網站上，該作第一卷在當期（2017年1月24日－2月20日）累計之輕文學銷售排行榜獲得第13名。第二卷於當期（2017年8月21－9月20日）排行榜獲得第6名。第三卷於當期（2018年9月21日－10月20日）排行榜獲得第5名，並同時獲得當周綜合排行榜第7名。
本作入圍2020年電子漫畫大賞（電子漫畫大獎）（みんなが選ぶ!!電子コミック大賞）輕小說部門提名名單，漫畫版入圍2024年「BookLive!讀者票選」千金·聖女·惡役千金漫畫類，在入圍該類別的11部漫畫中排名第3名，在2024「BookLive!讀者票選」的「讀者票選推薦最佳100部異世界漫畫」的排行榜中，位居少女漫畫·女性漫畫的第1名。

## 電視動畫
《聖女魔力無所不能》將獲改編為電視動畫的消息於2020年9月7日公開。12月25日，公開主視覺圖，並宣布動畫由diomedéa製作。2021年1月15日，公佈5名主要角色的聲優陣容。2月12日，宣佈動畫將於4月首播，公開主視覺圖、前導宣傳影片，並公佈製作人員，以及主題曲詳情。3月6日，石川由依和江口拓也出席「KADOKAWA 輕小說EXPO 2020」網絡直播舞台活動，活動中公開宣傳影片及追加聲優名單。3月28日，石川、櫻井孝宏、小林裕介和八代拓出席AnimeJapan 2021的網絡節目。
2022年3月10日，宣佈製作第2季的消息。

### 製作人員
- 原作：橘由華
- 原作插畫：
- 導演：井畑翔太
- 系列構成：渡航
- 角色設計：石川雅一
- 音響監督：立石彌生
- 音響制作：Bit grooove promotion
- 音樂：黑田賢一
- 音樂監製：結城愛良
- 音樂製作：Lantis
- 動畫製作：diomedéa
- 製作：《聖女魔力無所不能》製作委員會[48]

### 主題曲
第一季
片頭曲《Blessing》
作詞、主唱：結城愛良，作曲、編曲：結城愛良、矢野達也
第1話用作片尾曲。
片尾曲《Page for Tomorrow》
作詞：結城愛良，作曲、編曲：結城愛良、柳澤奈緒樹、石倉誉之，主唱：NOW ON AIR
第1話、第12話未使用。
最終話片尾曲《Pray》
作詞、主唱：結城愛良，作曲、編曲：結城愛良、三好啓太，英文歌詞：Joelle（Lantis），音樂合作：山本修平（ARTUS），音樂A&R：荻原瑠唯
第二季
片頭曲《Semisweet Afternoon》
作詞、作曲、主唱：結城愛良，編曲：矢野達也
第1話用作片尾曲。
片尾曲《Lilac Melody》
主唱：鈴木愛奈，作詞、作曲：結城愛良，編曲：伊賀拓郎
第1話未使用。
最終話插曲《Blessing -Realize-》
主唱：結城愛良，作詞：結城愛良，作曲、編曲：結城愛良、矢野達也

### 各集列表
| 集數       | 日文標題 | 中文標題 | 劇本     | 分鏡                       | 演出                | 作畫監督 | 總作畫監督                                          | 首播日期       | 原作   |
| 第一季     | 第一季   | 第一季   | 第一季   | 第一季                     | 第一季              | 第一季 | 第一季                                              | 第一季         | 第一季 |
| ---------- | -------- | -------- | -------- | -------------------------- | ------------------- | --- | --------------------------------------------------- | -------------- | ------ |
| Episode 01 |          | 召喚     | 井畑翔太 | 井畑翔太                   | 井畑翔太            | 石川雅一、大村將司 synod | 石川雅一                                            | 2021年 4月6日  | 第一卷 |
| Episode 02 |          | 深交     | 渡航     | 井畑翔太                   | 胡蝶蘭              | 松本麻友子、井出直美、大村将司 Kim Suho、Jeong Jinyeong                                                                                  | 松本麻友子 井出直美                                 | 4月13日        | 第一卷 |
| Episode 03 |          | 王都     | 相樂總   | 井畑翔太                   | 胡蝶蘭              | 松本麻友子、井出直美、西島圭祐 加藤弘将、大村将司 Mubon Hyeong Jun、Jeon Hyun Jin Ryu Joong Hyeon、Kim Ji Eun Kim Min Hee                | 松本麻友子 井出直美 石川雅一                        | 4月20日        | 第一卷 |
| Episode 04 |          | 奇蹟     | 王雀孫   | 井畑翔太                   | 井畑翔太            | Mubon Hyeong Jun、Jeon Hyun Jin Ryu Joong Hyeon、Kim Ji Eun Kim Min Hee、Kim Jongbeom Jeong Jinyeong、Song Jinyeong 宮澤努               | 松本麻友子 井出直美 石川雅一                        | 4月27日        | 第一卷 |
| Episode 05 |          | 鑑定     | 王雀孫   | 清水空翔                   | 胡蝶蘭              | Mubon Hyeong Jun、Jeon Hyun Jin Ryu Joong Hyeon、Kim Ji Eun Kim Min Hee、宮澤努                                                          | 松本麻友子 井出直美 石川雅一                        | 5月4日         | 第二卷 |
| Episode 06 |          | 淑女     | 王雀孫   | 井畑翔太                   | 胡蝶蘭 井畑翔太     | 寒川步、和田清美 米澤怜美、佐藤史曉 Jeong Jinyeong、Kim Suho、Kim Jongbum                                                                | 松本麻友子 井出直美 石川雅一                        | 5月11日        | 第二卷 |
| Episode 07 |          | 章間     | 渡航     | 玉木慎吾                   | 玉木慎吾            | Mubon Hyeong Jun、Jeon Hyun Jin Ryu Joong Hyeon、Kim Ji Eun Kim Min Hee                                                                  | 松本麻友子 井出直美 石川雅一                        | 5月18日        | 第二卷 |
| Episode 08 |          | 覺醒     | 相樂總   | 井畑翔太                   | 井畑翔太            | Mubon Hyeong Jun、Jeon Hyun Jin Ryu Joong Hyeon、Kim Ji Eun Kim Min Hee、Kim Suho Kim Myoungsim                                          | 松本麻友子 井出直美 石川雅一                        | 5月25日        | 第二卷 |
| Episode 09 |          | 聖女     | 渡航     | 清水空翔                   | 胡蝶蘭              | 米澤怜美、和田清美、寒川步 松下純子、佐藤史曉 Mubon Hyeong Jun、Jeon Hyun Jin Ryu Joong Hyeon、Kim Ji Eun Kim Min Hee、One Order         | 松本麻友子 井出直美 石川雅一                        | 6月1日         | 第二卷 |
| Episode 10 |          | 日記     | 相樂總   | 玉木慎吾                   | 玉木慎吾            | Mubon Hyeong Jun、Jeon Hyun Jin Ryu Joong Hyeon、Kim Ji Eun Kim Min Hee、Kim Suho Kim Myoungsim、玉木慎吾                                | 松本麻友子 井出直美 石川雅一                        | 6月8日         | 第三卷 |
| Episode 11 |          | 困境     | 渡航     | 井畑翔太                   | 井畑翔太            | Mubon Hyeong Jun、Jeon Hyun Jin Ryu Joong Hyeon、Kim Ji Eun Kim Min Hee、本田辰雄 宮澤努、井畑翔太                                       | 松本麻友子 井出直美 石川雅一                        | 6月15日        | 第三卷 |
| Episode 12 |          | 凱旋     | 渡航     | 井畑翔太                   | 井畑翔太            | Mubon Hyeong Jun、Jeon Hyun Jin Ryu Joong Hyeon、Kim Ji Eun Kim Min Hee、Kim Suho Song Jinyeong、Lee Seongjae 本田辰雄、玉木慎吾         | 松本麻友子 井出直美 石川雅一                        | 6月22日        | 第三卷 |
| 第二季     |          |          |          |                            |                     | |                                                     |                |        |
| Episode 01 |          | 商會     | 井畑翔太 | 井畑翔太                   | 井畑翔太            | Ryu Joong Hyeon、Kim Myeongsim | 石川雅一 松本麻友子 井出直美 本多美乃               | 2023年 10月3日 |        |
| Episode 02 |          | 異國     | 渡航     | 井畑翔太                   |                     | 八幡佑樹、諸石康太 Mubon Hyeong Jun、Ryu Joong Hyeon Jeon Hyun Jin、Song Jinyeong Kim Nanum、Kim Myeongsim                               | 石川雅一 松本麻友子 井出直美 本多美乃               | 10月10日       |        |
| Episode 03 |          | 典禮     | 王雀孫   | 玉木慎吾                   | 玉木慎吾            | 本田辰雄、八幡佑樹 Mubon Hyeong Jun、Ryu Joong Hyeon Jeon Hyun Jin                                                                       | 石川雅一 松本麻友子 井出直美 本多美乃 澀谷秀        | 10月17日       |        |
| Episode 04 |          | 王子     | 相樂總   | 草川啟造                   | 草川啟造            | Mubon Hyeong Jun Ryu Joong Hyeon、Jeon Hyun Jin Kim Nanum、Kim Myeongsim                                                                 | 石川雅一 松本麻友子 井出直美 本多美乃               | 10月24日       |        |
| Episode 05 |          | 目的     | 相樂總   | 草川啟造                   | 草川啟造            | Mubon Hyeong Jun、Ryu Joong Hyeon Jeon Hyun Jin                                                                                          | 石川雅一 松本麻友子 井出直美 本多美乃               | 10月31日       |        |
| Episode 06 |          | 天佑     | 相樂總   | 草川啟造                   | 草川啟造            | 八幡佑樹、Mubon Hyeong Jun Ryu Joong Hyeon、Jeon Hyun Jin                                                                                | 石川雅一 松本麻友子 井出直美 本多美乃               | 11月7日        |        |
| Episode 07 |          | 幕間     | 渡航     | 井畑翔太                   | 胡蝶蘭燕尾          | 諸石康太、Mubon Hyeong Jun Ryu Joong Hyeon、Jeon Hyun Jin                                                                                | 石川雅一 松本麻友子 井出直美 本多美乃               | 11月14日       |        |
| Episode 08 |          | 邊境     | 王雀孫   | 大村將司 井畑翔太          | 胡蝶蘭燕尾          | 八幡佑樹、山本祐仁 柴野美奈、Kim Shin-Woo Park Su-Bok、Lee Sungjae Song Jinyoung                                                         | 石川雅一 松本麻友子 井出直美 本多美乃 澀谷秀 小原充 | 11月21日       |        |
| Episode 09 |          | 終幕     | 井畑翔太 | 追崎史敏                   | 胡蝶蘭燕尾          | 八幡佑樹、山本祐仁 柴野美奈、Lee Seongjae Jang Sangmi、Yoon Seunghyun Kim Sungbum、金信友、朴守福                                        | 石川雅一 松本麻友子 井出直美 本多美乃 澀谷秀 小原充 | 11月28日       |        |
| Episode 10 |          | 思慕     | 渡航     | 草川啟造                   | 草川啟造            | 山本祐仁、本田辰雄 Mubon Hyeong Jun、Ryu Joong Hyeon Jeon Hyun Jin                                                                       | 小原充 井出直美                                     | 12月5日        |        |
| Episode 11 |          | 觀劇     | 相樂總   | 清水空翔                   | 胡蝶蘭燕尾          | 山本祐仁、八幡佑樹 柴野美奈、Kim Shin-Woo Park Su-Bok                                                                                    | 井出直美 小原充 石川雅一 松本麻友子 本多美乃 澀谷秀 | 12月12日       |        |
| Episode 12 |          | Blessing | 渡航     | 草川啟造 追崎史敏 井畑翔太 | 胡蝶蘭燕尾 井畑翔太 | 山本祐仁、八幡佑樹 柴野美奈、杉山直輝、李周鉉 Mubon Hyeong Jun Ryu Joong Hyeon Jeon Hyun Jin 金信友、朴守福、葛玲 徐延文、常州、井畑翔太 | 石川雅一 松本麻友子 井出直美 本多美乃 澀谷秀        | 12月19日       |        |

### 播放平台
日本深夜動畫：下文記載的日本国内播放時間使用日本標準時間（UTC+9）表示。因為部分時間标识會採用30小时制，因此請留意这类超过24:00的时间，其實際播放時間為翌日清晨。
| 播放日期              | 播放時間（UTC+9）    | 播放電視台 | 播放地區   | 備註                     |
| --------------------- | -------------------- | ---------- | ---------- | ------------------------ |
| 2021年4月6日－6月22日 | 星期二 23:30 - 24:00 | AT-X       | 日本全國   | 衛星電視，有重播         |
| 2021年4月6日－6月22日 | 星期二 24:30 - 25:00 | TOKYO MX   | 東京都     |                          |
| 2021年4月6日－6月22日 | 星期二 27:00 - 27:00 | 每日放送   | 關東廣域區 | 「」節目                 |
| 2021年4月7日－6月23日 | 星期三 24:00 - 24:30 | BS11       | 日本全國   | 衛星電視，「ANIME+」節目 |

| 播放地區                         | 播放電視台 | 播放日期              | 播放時間（UTC+8） | 字幕語言               | 備註          |
| -------------------------------- | --- | --------------------- | ----------------- | ---------------------- | ------------- |
| 東盟、印度、孟加拉、尼泊爾、不丹 | Muse Asia YouTube頻道 | 2021年4月6日－6月22日 | 星期二 24:00      | 簡體中文、英文         | [ 50 ]        |
| 馬來西亞、汶萊                   | Muse Malaysia YouTube頻道 | 2021年4月6日－6月22日 | 星期二 24:00      | 簡體中文、馬來文、英文 | [ 51 ]        |
| 香港、澳門                       | 木棉花香港YouTube頻道 | 2021年4月6日－6月22日 | 星期二 24:00      | 繁體中文               | [ 52 ]        |
| 台灣                             | 巴哈姆特動畫瘋、中華電信MOD、Hami Video、LiTV 線上影視、myVideo 影音隨看、遠傳friDay影音 中嘉bb寬頻.bbTV、KKTV、LINE TV、Yahoo TV 一起看、bilibili、CATCHPLAY | 2021年4月6日－6月22日 | 星期二 24:00      | 繁體中文               | [ 53 ]        |
| 中国大陆                         | bilibili、AcFun | 2021年4月6日－6月22日 | 星期二 24:00      | 簡體中文               | [ 54 ] [ 55 ] |

### 藍光、DVD
| 卷數  | 發售日期      | 收錄話數      | 規格編號  | 規格編號   |
| 卷數  | 發售日期      | 收錄話數      | 藍光版    | DVD版      |
| 第1季 | 第1季         | 第1季         | 第1季     | 第1季      |
| ----- | ------------- | ------------- | --------- | ---------- |
| 1     | 2021年6月30日 | 第1話－第4話  | KAXA-8121 | KABA-11001 |
| 2     | 2021年7月28日 | 第5話－第8話  | KAXA-8122 | KABA-11002 |
| 3     | 2021年8月25日 | 第9話－第12話 | KAXA-8123 | KABA-11003 |
| 第2季 |               |               |           |            |
| 1     | 2024年1月24日 | 第1話－第4話  | KAXA-8721 | KABA-11461 |
| 2     | 2024年2月28日 | 第5話－第8話  | KAXA-8722 | KABA-11462 |
| 3     | 2024年3月27日 | 第9話－第12話 | KAXA-8723 | KABA-11463 |

## 外部連結
- 成為小說家吧連載網站（日語）
- KADOKAWA官方網站（日語）
- 漫畫官方網站（日語）
- 電視動畫官方網站（日語）
- 電視動畫的X（前Twitter）（日語）
- 【試閱】《聖女魔力無所不能》力瞞身分的 OL 異世界慢活物語 - 巴哈姆特電玩資訊站（中文）